# 利西亞泉
利西亞泉（英語：Lithia Springs）是位於美國喬治亞州道格拉斯縣的一個人口普查指定地區。

## 地理
利西亞泉的座標為33°47′50″N 84°39′22″W / 33.79722°N 84.65611°W，而該地最高點為海拔高度318米（即1043英尺）。

## 人口
根據2010年美國人口普查的數據，利西亞泉的面積為35.37平方千米，當中陸地面積為35.24平方千米，而水域面積為0.13平方千米。當地共有人口15491人，而人口密度為每平方千米437人。